# Saint-Pierre-du-Chemin
 Saint-Pierre-du-Chemin  es una comuna francesa situada en el departamento de Vendée, en la región de Países del Loira.

## Demografía
| 1537 | 1511 | 1456 | 1409 | 1402 | 1404 | 1333 |
| Para los censos de 1962 a 1999 la población legal corresponde a la población sin duplicidades (Fuente: INSEE [Consultar]) |      |      |      |      |      |      |